# 短吻强鳍鳐
短吻强鳍鳐（学名：Zapteryx brevirostris），是軟骨魚綱犁頭鰩目南犁頭鳐科強鰭鰩屬的其中一種，被IUCN列為瀕危保育類動物，分布於西南大西洋巴西至阿根廷海域，深度可達50公尺，本魚體盤心形,穩寬，體上方橄欖色對灰褐色上方, 沒有固定的斑紋，背鰭與尾鰭顏色比底色深, 胸鰭與腹鰭具灰白色邊緣，下表面淺灰色或黃白色, 胸鰭後角與腹鰭頂端約略暗色，體長可達53.4公分，棲息在大陸棚軟底質海域，為底棲性魚類，屬肉食性，以甲殼類、軟體動物為食，雌魚一胎產下數量為1到8隻，生活習性不明，由於過度捕撈導致族群數量下降。